# Melvin Choo
Melvin Choo Kwok Ming (ur. 24 lipca 1970 roku w Singapurze) – singapurski kierowca wyścigowy.

## Kariera
Choo rozpoczął karierę w wyścigach samochodowych w 2007 roku od startów w Azjatyckim Pucharze Porsche Carrera oraz w dywizji 1 Asian Touring Championship. Z dorobkiem odpowiednio 51 i 78 punktów uplasował się tam odpowiednio na piętnastej i trzeciej pozycji w klasyfikacji generalnej. W późniejszych latach Singapurczyk pojawiał się w stawce 24H Series Toyo Tires, World Touring Car Championship, Aston Martin Asia Cup, GT3 Asia, Super GT oraz JAF Grand Prix SUPER GT & Formula NIPPON FUJI SPRINT CUP.
W World Touring Car Championship Singapurczyk pojawiał się w sezonie 2008 w Japonii i w Makau. W Japonii uplasował się na 23 i 20 pozycji, a w Makau obu wyścigów nie ukończył. W klasyfikacji kierowców niezależnych był 24.